# マニフォールド・トリロジー
『マニフォールド・トリロジー』 (英：Manifold Trilogy）は、イギリスの小説家スティーヴン・バクスターによるSF小説三部作。 1999年から2003年にかけて発行された。 3つの長編小説と短編小説集で構成されている。 3作はそれぞれテーマ的にリンクしているが、時系列的に繋がっているのではなくそれぞれ独立した宇宙の物語である。シリーズ名のManifoldとは多様性、多面性、あるいは数学で多様体の意。 
シリーズの構成： 
- Manifold ：Time - アーサー・C・クラーク賞ノミネート、2000 [2]
- Manifold ：Space
- Manifold ：Origin
- Phase Space （短編）

## シリーズの共通点
各作品には同じ、またはほとんど同じ登場人物が登場するが、それぞれの作品で大きく異なる状況にある。3冊全てで主人公を務めるリード・マレンファントは元宇宙飛行士の野心的な起業家であり、それぞれ複雑な陰謀に巻き込まれる。それぞれの作品は比較的平凡な近未来の地球上で始まるが、最終的には遠未来と深宇宙にまで広がる。 

## フェルミのパラドックス
小説の各作品においてなぜ人類は地球外文明に出会っていないのかという「フェルミのパラドックス」に対していずれかの解決策を扱っている。 
1作目の『Time』では、人類とその創造物を超える知的生命が完全に存在しない宇宙に設定されている( AIと動物の知能増幅 ）。 
2作目の『Space』では、1作目とは逆の宇宙を提案している。生命は宇宙固有のものであり、宇宙のほぼすべての可能な場所に知的生命体が存在している。この作品におけるフェルミのパラドックスの解決策は、知的生命は宇宙規模の災害によって絶え間なく一掃されてしまい、宇宙中に広がるための時間がないということである。 
3作目の『Origin』では、1作目と2作目の小説の理想の中間の妥協案である多元宇宙に設定されている。この小説では、知的生命体は別々の異なる平行な宇宙に分離されていることを示唆することで、フェルミのパラドックスを解決している。 
『Phase Space』は3つの作品と関連する、地球や宇宙、マニフォールド、フェルミのパラドックスをテーマとした短編集。 

## 執筆の経緯
光速を越えないテレポートリンクで銀河中を飛び回る比較的低技術のエイリアン種族と、定期的に爆発する中性子星というデビュー当時からの未発表作品の草案を元に短編を書いた数年後、バクスターはあることを疑問に思った。
なぜ誰もテレポートゲートを超えて前進しなかったのか？ その種族の技術を未発達にさせていたのは何か？
このフェルミのパラドックスの問いをきっかけで3部作と短編は書かれた。